# خاشامادی
خاشامادی (به لاتین: Khashamadi) یک منطقه مسکونی در جمهوری آذربایجان است که در شهرستان حاجی‌قبول واقع شده است.